# Harald Hamrell
Ivar Olof Harald Hamrell (født 13. december 1960 i Uppsala) er en svensk filminstruktør, manuskriptforfatter og skuespiller. Han er først og fremmest kendt som instruktøren på elleve film i Beck-serien fra 1998 til 2009, men har i de senere år også instrueret kendte tv-serier som Ægte mennesker, Fröken Frimans Krig og Familien Löwander.

## Biografi
Hamrell voksede op i en akademikerfamilie i Kåbo (Uppsala), hvor moderen var matematiker og faderen politolog. Én af Hamrells barndomsvenner ejede et smalfilmskamera, som Hamrell fik lov til at låne. Han købte senere sit eget kamera og lavede som elleveårig sine egne smalfilm, som han præsenterede for eleverne på Bergaskolan, hvor han gik.
Som otteårig blev han prøvefilmet til rollen som Emil fra Lønneberg i filmatiseringen af Astrid Lindgrens historie. Efter at være blevet nr. 2 og dermed frasorteret til rollen (Jan Ohlsson blev ”Emil”), trøstede hans storesøster Ulla ham. Hun havde medvirket som skuespiller for Vilgot Sjöman og fik gennem denne kontakt givet Harald Hamrell en lille rolle i filmen En handfull kärlek fra 1974. Via denne rolle blev han senere tilbudt en rolle i Drengen med guldbukserne, og efter godkendt prøvefilmning fik han rollen som 15-årig. Hamrell har beskrevet optagelserne som fantastiske, og at han kom meget tæt på filmholdet. Han har også beskrevet den berømmelse, der fulgte i kølvandet på succesen, der i starten var sjov, men som senere udviklede sig til en prøvelse.
Hamrell betragter sig først og fremmest som filminstruktør og blev udelukkende manuskriptforfatter i sin tid for at få flere instruktøropgaver. Da han var 16 år gammel, arbejdede han som højre hånd for Bo Widerberg, hvilket han har beskrevet som "en vej ind" i branchen. Han har også kaldt Widerberg sin mentor.
Hans filminstruktørdebut fik han med kortfilmen Läcka vid reaktor 4 fra 1978. Han har siden instrueret adskillige film og tv-serier, blandt andet Storstad (1990), Snushanen (1993–1995), Om Stig Petrés hemlighet (2004), Arne Dahl: Misterioso (2011) og Ægte mennesker (2012–2013).

## Privat
Hamrell har to døtre, Jenny og Hanna Hamrell. Jenny Hamrell medvirkede i filmen Beck –Pigen i jordhulen fra 2006. Harald Hamrell er bosat i Enskede i Stockholm.